# Planeta Hulk (filme)
Planeta Hulk (Planet Hulk no original em inglês) é um filme de animação norte-americano baseado na série de história em quadrinhos de mesmo nome da Marvel Comics. Seu lançamento aconteceu em fevereiro de 2010, em DVD.
A capa do DVD tem ilustração do quadrinista e ilustrador Alex Ross.
O trailer foi exibido pela primeira vez na San Diego Comic-Con 2009.

## Sinopse
Um grupo composto pelos hérois mais "poderosos" da Terra, denominados Illuminati enviaram o Hulk para o espaço temendo que ele se tornasse uma ameaça. Porém, Bruce acaba caindo no planeta Sakaar, onde torna-se um gladiador e passa por diversos apuros.

## Dubladores
- Rick D. Wasserman - Hulk
- Lisa Ann Bailey - Caiera
- Mark Hildreth - Rei Vermelho
- Liam O'Brien - Hiroim
- Kevin Michael Richardson - Korg
- Sam Vincent - Miek
- Paul Dobson - Bill Raio Beta
- Marc Worden - Tony Stark / Homem de Ferro